# Nicola Perscheid
Nicola Perscheid, nato Nikolaus Perscheid (Coblenza, 3 dicembre 1864 – Berlino, 12 maggio 1930), è stato un fotografo tedesco, famoso per i suoi ritratti.

## Biografia
Nacque a Moselweiss, un villaggio presso Coblenza. Agli inizi il suo desiderio era quello di fare il pittore ma, non disponendo di sufficienti risorse economiche, passò alla fotografia, cominciando col riprendere paesaggi e scene di genere. Presto scoprì il fascino dei ritratti, che però esigevano più conoscenze tecniche.
Fece quindi l'apprendista in un laboratorio di Coblenza, poi a Görlitz fino al 1891, quando si trasferì a Lipsia e dopo tre anni definitivamente a Berlino. Qui aprì uno studio e in breve divenne uno dei primi fotografi professionisti della storia.
Il suo lavoro di ritrattista gli conferì notorietà e un indubbio prestigio, ma non quei proventi economici di cui egli necessitava, anche per i costi di quella neonata professione. Cominciò quindi per lui una vita di difficoltà, anche se non priva di soddisfazioni. La scarsa redditività dello studio fotografico lo costrinse infatti a chiuderlo già nel 1912. L'anno seguente tenne un corso presso la "Società svedese di Fotografia", con ottimi risultati, e nel 1923 l'Università di Copenaghen richiese la sua partecipazione nei suoi corsi di fotografia.
Nel 1925 riaprì un piccolo atelier/laboratorio e inventò l'obiettivo che porta il suo nome, Perscheid. L'obiettivo comprendeva una lente a diffusione che generava un effetto flou nei soggetti, particolarmente adatta ai ritratti. La moda dei ritratti a contorni ammorbiditi dilagò e venne impiegata nelle foto e soprattutto nel cinema sino agli anni sessanta.
Ma senza la copertura di un brevetto l'invenzione non produsse per lui dei benefici economici rilevanti e Perscheid restò in precarie condizioni finanziarie. Nel 1929 fu persino costretto a subaffittare lo studio per pagare l'affitto dei locali.

Durante l'anno che seguì Perscheid venne colpito da un'emorragia cerebrale e fu pertanto ricoverato. Mentre giaceva in ospedale tutte le sue attrezzature, i mobili e le apparecchiature fotografiche dovettero essere vendute all'asta per pagare i debiti e le cure.
Il 12 maggio dello stesso anno Nicola Perscheid morì a 66 anni nell'Ospedale della Carità di Berlino.

## Pubblicazioni
- Aus vornehmen Kreisen, 1907
- Nicola Perscheid über Beleuchtung, Stellung und Komposition. In: Der Photograph. Nr. 7, - 1914
- Zeitgemäße Vorschläge. In: Der Photograph. Nr. 10, - 1927
- Zur Psychologie der heutigen Photographen-Schüler. In: Photographie für Alle. Nr. 5, - 1924

## Galleria d'immagini

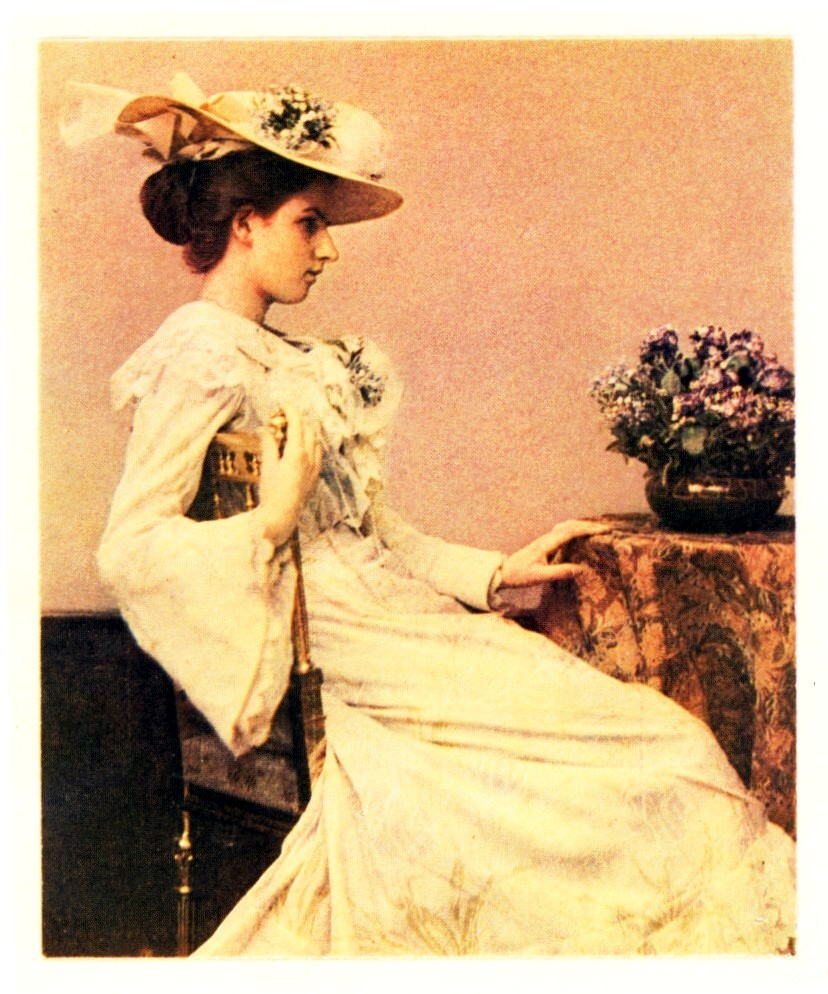
La signora Jungmann, 1900
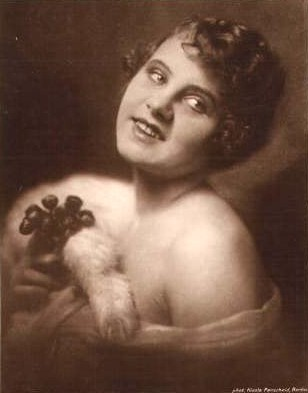
Ossi Oswalda
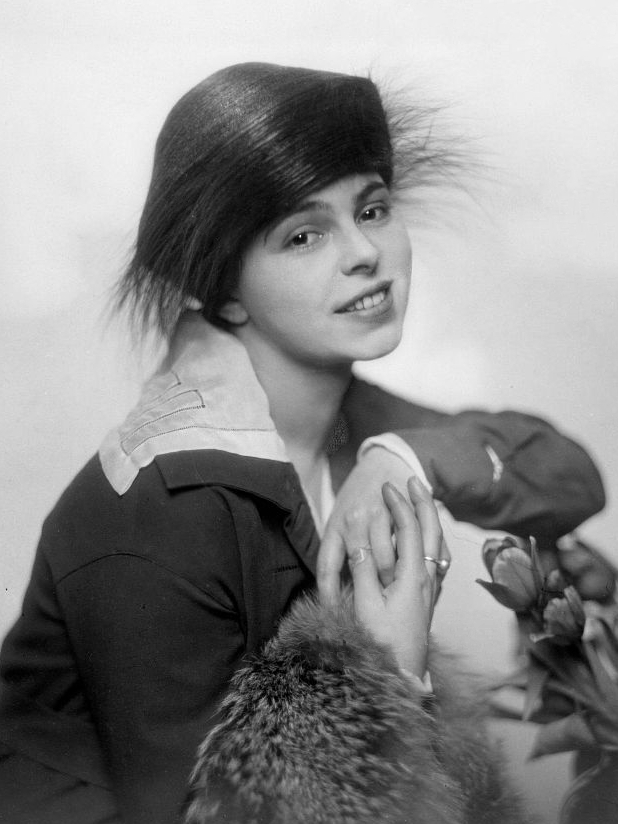
Manja Tzatschewa, 1919
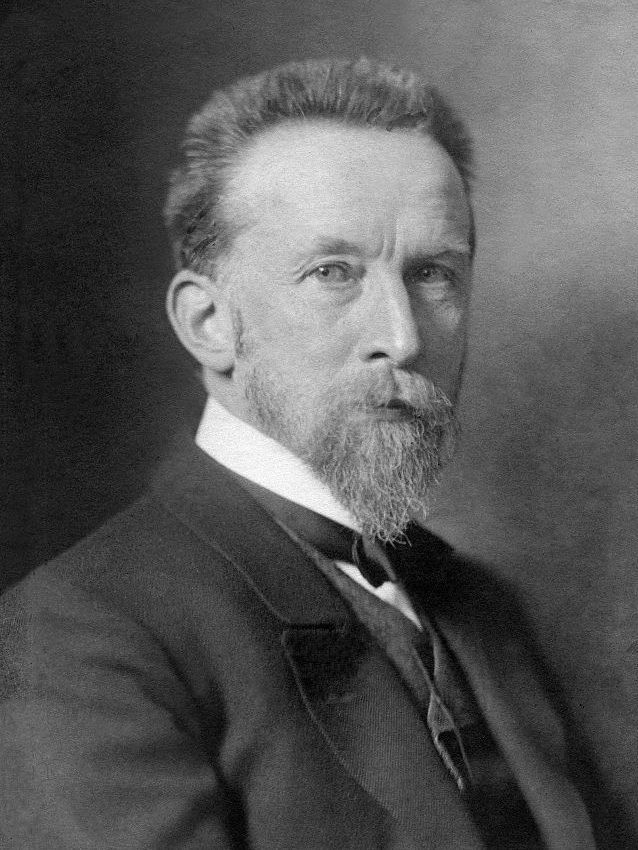
August Schmarsow, 1913
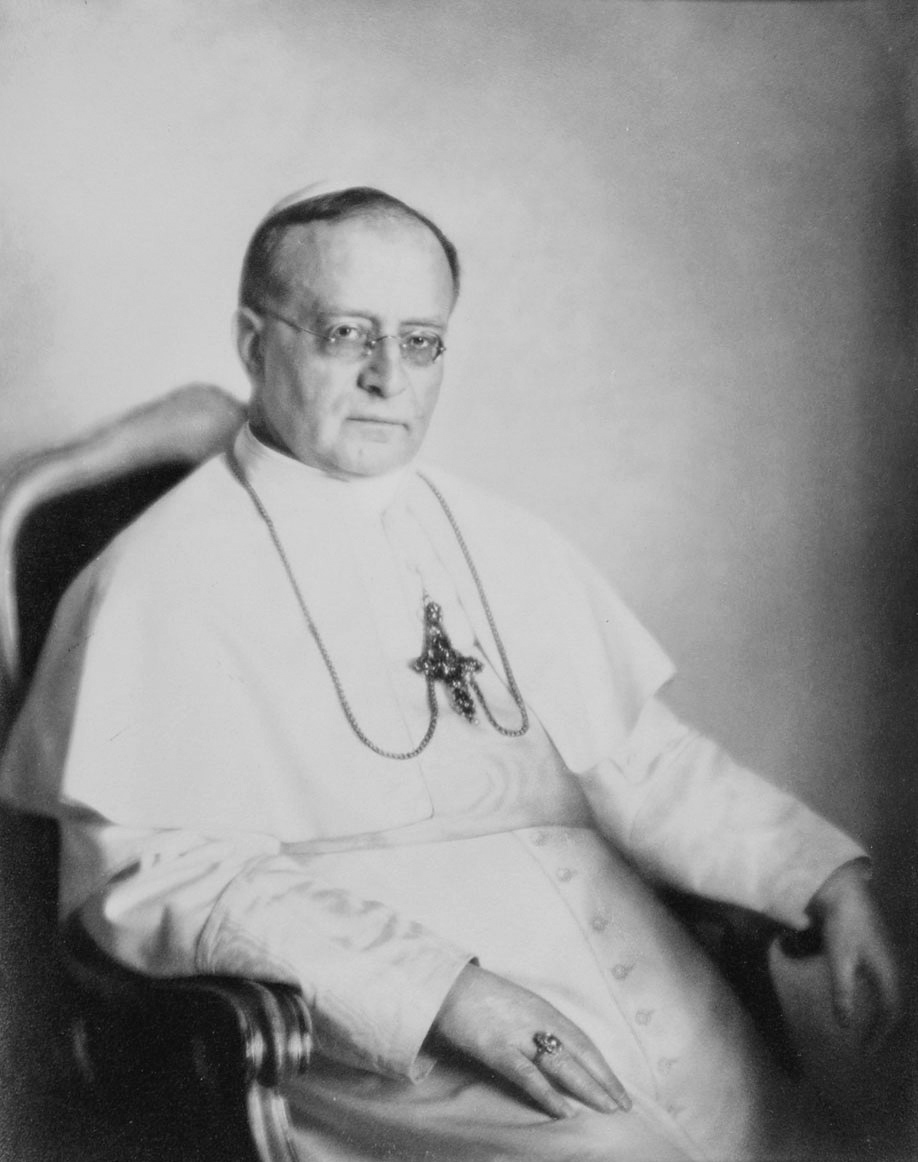
Pio XI, 1922
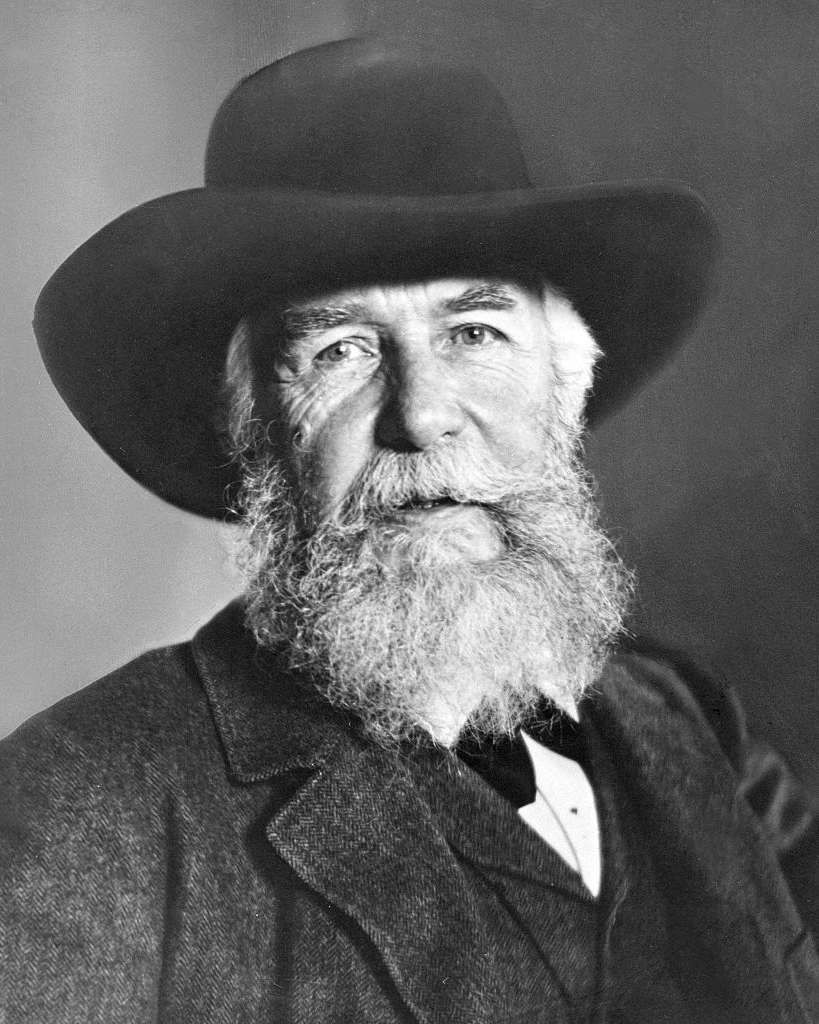
Ernst Haeckel, 1910